# Xã New Lisbon, Quận Stoddard, Missouri
Xã New Lisbon (tiếng Anh: New Lisbon Township) là một xã thuộc quận Stoddard, tiểu bang Missouri, Hoa Kỳ. Năm 2010, dân số của xã này là 966 người.